# Laurent Bonnevay

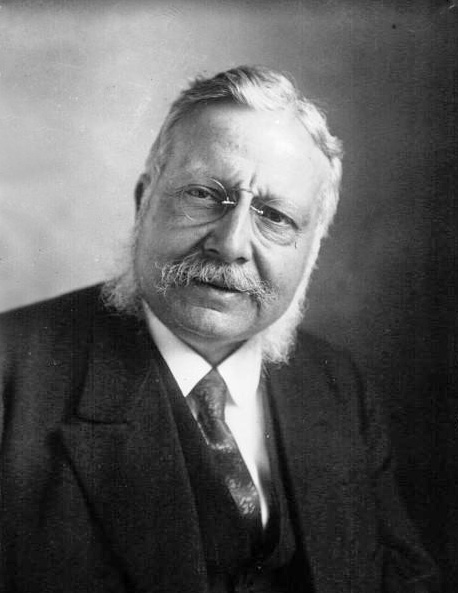
Bonnevay in 1929

Laurent Bonnevay (18 juli 1870 - 28 mei 1957), was een Frans politicus.
Laurent Bonnevay was lid van de Parti Radical-Socialiste (PRS, Radicaal-Socialistische Partij) en daarna van de Radicaux Indépendants (Onafhankelijke Radicalen). Van 1900 tot 1904 was hij gemeenteraadslid van Lyon en van 1902 tot 1940 en van 1945 tot 1957 was hij conseiller général (lid van de Generale Raad) van het canton de Lamure. In 1902 werd hij voor de tweede kieskring van Villefranche-sur-Saône (departement Rhône) in de Kamer van Afgevaardigden (Chambre des Députés) gekozen. Hij bleef lid van de Kamer van Afgevaardigden - met korte onderbreking van 1924 tot 1928 toen hij senator was - tot 1941. Van 1934 tot 1940 en van 1951 tot 1957 was hij Président du Conseil Général (President van de Generale Raad) van het departement Rhône. 
Laurent Bonnevay was van 16 januari 1921 tot 15 januari 1922 minister van Justitie en Grootzegelbewaarder in het kabinet onder premier Aristide Briand. 
Laurent Bonnevay stemde als parlementslid tegen de ratificatie van het Verdrag van München (1938) en stemde op 10 juli 1940, na de Franse nederlaag tegen nazi-Duitsland, tegen het verlenen van volmachten aan maarschalk Philippe Pétain. Van 1944 tot 1945 was hij lid van de Voorlopige Grondwetgevende Vergadering (Assemblée Constituante Provisoire).
Laurent Bonnevay overleed op 28 mei 1957, op de leeftijd van 84 jaar.